# Saint-Pé-d'Ardet
Saint-Pé-d'Ardet là một xã ở tỉnh Haute-Garonne vùng Occitanie tây nam nước Pháp. Xã Saint-Pé-d'Ardet nằm ở khu vực có độ cao 598 mét trên mực nước biển.